# 米爾科·貝加馬斯科

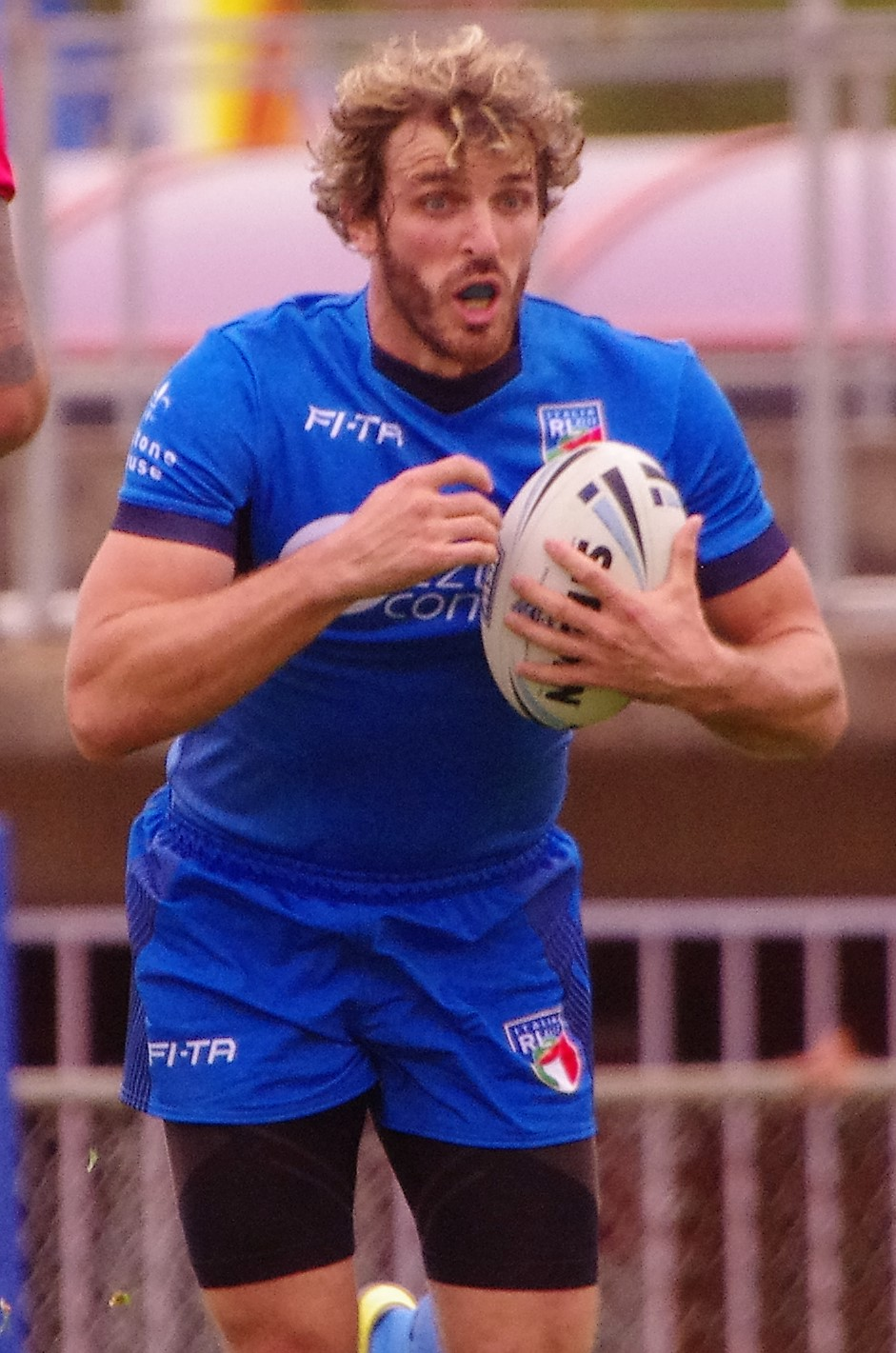
米爾科·貝加馬斯科

米爾科·貝加馬斯科（義大利語：Mirco Bergamasco；1983年2月23日—）是一位意大利橄欖球運動員。他是意大利國家橄欖球隊的一員，代表意大利參加了2014年橄欖球六國杯的賽事。